# Boarmia epiconia
Boarmia epiconia är en fjärilsart som beskrevs av Turner 1925. Boarmia epiconia ingår i släktet Boarmia och familjen mätare. Inga underarter finns listade i Catalogue of Life.